# Reduktion (Messung)
Als Reduktion einer Messung wird die rechnerische Berücksichtigung von bekannten physikalischen oder mathematischen Einflüssen auf eine Messgröße bezeichnet. Sie dient mehreren Zwecken:
- der Vermeidung systematischer Fehler
- der Vereinheitlichung unterschiedlicher Messbedingungen (z. B. Temperatur, Maßstabsunterschiede, Einflüsse von Bewegungen, verschiedene Instrumente)
- einheitliches mathematisches Bezugsystem.

Beispiele für solche Reduktionen sind:
- allgemein die Eichfunktionen der Messinstrumente
- bei Längenmessungen die Wärmeausdehnung des Maßbandes bzw. der Brechungsindex der Luft
- bei Winkelmessungen die terrestrische bzw. Astronomische Refraktion, der Zielachsenfehler und die Lotabweichung
- bei meteorologischen Messungen die Umrechnung von am Standort gemessener Lufttemperatur und -druck auf Meereshöhe, siehe Vertikalgradient und Reduktion auf Meereshöhe
- in der Gravimetrie die Gelände- oder topografische Reduktion
- in der Astronomie die Reduktion von beobachteten auf wahre oder mittlere Sternörter.